# Vallásközi Párbeszéd Pápai Tanácsa
A Vallásközi Párbeszád Pápai Tanácsa (latinul: Pontificium Consilium pro dialogo inter religiones, olaszul: Pontificio Consiglio  per il dialogo interreligioso) a Római Kúria egyik dikasztériuma (hivatala). Célja a katolikus egyház és a nem keresztény vallások közötti párbeszéd, és kölcsönös tiszteleten alapuló együttműködés elősegítése, e vallások tanulmányozása.
A protestáns és más keresztény egyházakkal, valamint a zsidó vallással való együttműködés a Keresztény Egység Előmozdításának Pápai Tanácsa feladatkörébe tartozik.

## Előzmény
A II. Vatikáni Zsinatot követően a katolikus egyház egyre nagyobb figyelmet fordított a más vallást követő emberek felé. A vallásközi párbeszéd célja Nostra aetate kezdetű zsinati nyilatkozatban került megfogalmazásra. Ebben VI. Pál pápa és a zsinati atyák hangsúlyozták a közös értékek felismerésének és egymás kultúrájának megismerésének fontosságát. 
A katolikus Egyház semmit sem utasít el abból, ami ezekben a vallásokban igaz és szent. Őszinte tisztelettel szemléli ezeket az élet- és magatartásformákat, tanításokat és erkölcsi parancsolatokat, melyek sokban különböznek attól, amit ő maga hisz és tanít, mégis nem ritkán tükrözik annak az Igazságnak sugarát, aki megvilágosít minden embert. De szüntelenül hirdeti és hirdetnie is kell Krisztust, aki "az út, az igazság és az élet" (Jn 14,6), akiben az emberek megtalálják a vallásos élet teljességét, s akiben Isten mindeneket kiengesztelt önmagával.
Búzdítja tehát gyermekeit, hogy okosan és szeretettel folytatván a párbeszédet és együttműködve más vallások követőivel, tanúskodjanak a keresztény hitről és életről; s ismerjék meg, becsüljék és támogassák a náluk található lelki, erkölcsi és társadalmi-kulturális értékeket.

## Alapítása és feladatköre
1964. május 19-én alapította meg VI. Pál pápa Nem Keresztények Titkársága néven, 1988. június 12-étől működik jelenlegi nevével. Fő feladata a nem keresztény vallások, így különösen az iszlám, a hinduizmus és a buddhizmus képviselőivel való kapcsolatok ápolása, együttműködés előmozdítása.
XVI. Benedek pápa 2006. március 11-én megszüntette a dikasztérium önállóságát és a Kultúra Pápai Tanácsa vezetése alá rendelte. Ez év őszén, a Regensburgi Egyetemen elmondott beszédét követően azonban, melyben élesen bírálta az iszlám által folytatott erőszakos hitterjesztést, és amely erős felháborodást váltott ki a muzulmán országokban, visszavonta e rendelkezését.
Ferenc pápa a 2022-es kúriai reform során az tanácsot dikasztériumi rangra emelte, struktúráját és vezetését azonban érdemben nem változtatta meg. 2025 januárjában az indiai George Jacob Koovakad bíborost nevezte ki a dikasztérium élére.

## Szervezet
A Vallásközi Párbeszéd Dikasztériuma élén egy prefektus áll, általában bíborosi rangban. Az ő munkáját egy titkár és egy altitkár segíti. A titkár általában felszentelt püspök, az altitkár áldozópap. A plenáris ülésekre általában két- vagy háromévente kerül sor, de a Tanács tagjai és a konzultorok ezen kívül egyéni tanácsokkal is segítik a működést.
| Név, beosztás                                         | Országa   | Kinevezés dátuma   |
| ----------------------------------------------------- | --------- | ------------------ |
| George Jacob Koovakad, bíboros prefektus              | India     | 2025. január 24.   |
| Indunil Janakaratne Kodithuwakku Kankanamalage titkár | Srí Lanka | 2019. július 3.    |
| Paulin Batairwa Kubuya, SX altitkár                   | Tajvan    | 2019. november 11. |

### Vezetése

#### Elnökök
- 1964–1973: Paolo Marella bíboros
- 1973–1980: Sergio Pignedoli bíboros
- 1980–1984: Jean Jadot
- 1984–2002: Francis Arinze bíboros
- 2002–2006: Michael Fitzgerald
- 2006–2007: Paul Poupard bíboros
- 2007–2018: Jean-Louis Tauran bíboros
- 2019-2022: Miguel Ángel Ayuso Guixot MCCI bíboros

#### Prefektusok
- 2022-2024: Miguel Ángel Ayuso Guixot MCCI bíboros
- 2025-    : George Jacob Koovakad bíboros